# Tanzânia nos Jogos Olímpicos de Verão de 2012
Tanzânia enviou uma equipe de seis atletas para competir nos Jogos Olímpicos de Verão de 2012, em Londres, na Grã-Bretanha.

## Desempenho

### Atletismo(3 atletas)
Masculino
| Atleta           | Evento   | Preliminares | Preliminares | Quartas | Quartas | Semifinais | Semifinais | Final   | Final   |
| Atleta           | Evento   | Marca        | Posição      | Marca   | Posição | Marca      | Posição    | Marca   | Posição |
| ---------------- | -------- | ------------ | ------------ | ------- | ------- | ---------- | ---------- | ------- | ------- |
| Faustine Mussa   | Maratona |              |              |         |         |            |            | 2h17m39 | 33º     |
| Samson Ramadhani | Maratona | 2h24m53      | 66º          |         |         |            |            |         |         |

Feminino
| Atleta       | Evento | Preliminares | Preliminares | Quartas | Quartas | Semifinais | Semifinais | Final       | Final       |
| Atleta       | Evento | Marca        | Posição      | Marca   | Posição | Marca      | Posição    | Marca       | Posição     |
| ------------ | ------ | ------------ | ------------ | ------- | ------- | ---------- | ---------- | ----------- | ----------- |
| Zakia Mrisho | 5000 m | 15m39s58     | 31º          |         |         |            |            | Não avançou | Não avançou |

### Boxe(1 atleta)
Masculino
| Atleta                 | Evento          | Fase de 32           | Oitavas              | Quartas              | Semifinais           | Final                | Pos.        |
| Atleta                 | Evento          | Adversário resultado | Adversário resultado | Adversário resultado | Adversário resultado | Adversário resultado | Pos.        |
| ---------------------- | --------------- | -------------------- | -------------------- | -------------------- | -------------------- | -------------------- | ----------- |
| Selemani Salum Kidunda | Peso meio-médio | MDA Belous D 7–20    | Não avançou          | Não avançou          | Não avançou          | Não avançou          | Não avançou |

### Natação(2 atletas)
Masculino
| Atleta(s)        | Evento      | Eliminatórias | Eliminatórias | Semifinal   | Semifinal   | Final       | Final       |
| Atleta(s)        | Evento      | Tempo         | Posição       | Tempo       | Posição     | Tempo       | Posição     |
| ---------------- | ----------- | ------------- | ------------- | ----------- | ----------- | ----------- | ----------- |
| Ammaar Ghadiyali | 100 m livre | 1m01s07       | 55º           | Não avançou | Não avançou | Não avançou | Não avançou |

Feminino
| Atleta(s)       | Evento      | Eliminatórias | Eliminatórias | Semifinal   | Semifinal   | Final       | Final       |
| Atleta(s)       | Evento      | Tempo         | Posição       | Tempo       | Posição     | Tempo       | Posição     |
| --------------- | ----------- | ------------- | ------------- | ----------- | ----------- | ----------- | ----------- |
| Magdalena Moshi | 100 m livre | 1m05s80       | 45º           | Não avançou | Não avançou | Não avançou | Não avançou |

Legenda
| Recorde mundial      | Recorde mundial (World record)               |                       | Recorde africano                      | Recorde africano (African) |                                           | Q | Classificado por posição (Qualified) |
| Recorde olímpico     | Recorde olímpico (Olympic record)            | Recorde da América    | Recorde da América (Americas)         | q                          | Classificado por melhor tempo (Qualified) |   |                                      |
| Melhor marca do ano  | Melhor marca do ano (World leading)          | Recorde asiático      | Recorde asiático (Asian)              | DNS                        | Não largou (Did not start)                |   |                                      |
| Recorde nacional     | Recorde nacional (National record)           | Recorde europeu       | Recorde europeu (European)            | DNF                        | Não terminou (Did not finish)             |   |                                      |
| Recorde pessoal      | Recorde pessoal do atleta (Personal best)    | Recorde da Oceania    | Recorde da Oceania (Oceania)          | DSQ / DQ                   | Desclassificado (Disqualified)            |   |                                      |
| Recorde da temporada | Recorde da temporada do atleta (Season best) | Recorde sul-americano | Recorde sul-americano (South America) | NM                         | Sem marca (No mark)                       |   |                                      |